# Форначи (Авелино)
Форначи (итал. Fornaci) је насеље у Италији у округу Авелино, региону Кампанија.
Према процени из 2011. у насељу је живело 33 становника. Насеље се налази на надморској висини од 572 м.